# Quartiere Santo Stefano (Feltre)

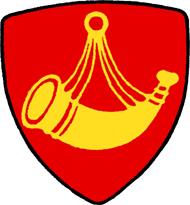
Simbolo del quartiere Santo Stefano

Il quartiere Santo Stefano è una delle quattro suddivisioni storiche della città bellunese di Feltre.

## Storia
Già nel Trecento la città era divisa in quelle che allora erano chiamate circoscrizioni, si trattava di ripartizioni territoriali entro le quali venivano eletti i membri del Consiglio Cittadino. Di esse c'è notizia negli statuti comunali, anche in quelli del Cinquecento, ove sono descritti sia nei confini sia nella loro natura giuridica.
Aboliti nel periodo di dominazione napoleonica, i quartieri sono rinati con la prima rievocazione novecentesca del Palio di Feltre.
Il nome del quartiere deriva dalla splendida ed antica chiesa di Santo Stefano, oggi purtroppo scomparsa, che sorgeva in Piazza Maggiore. La chiesa, affrescata dai dipinti di Lorenzo Luzzo soprannominato "Morto da Feltre", chiudeva la piazza a ovest, verso la contrada del Paradiso, di fronte alla casa dei Ramponi, oggi Palazzo Guarnieri. Della chiesa si prendevano cura i nobili della città e, data la sua posizione centrale e per il fatto che la cattedrale e le altre chiese più importanti sorgevano tutte fuori dalle mura, era un luogo di culto assai frequentato. Dopo la caduta della Repubblica di Venezia la chiesa fu sconsacrata e infine demolita.
Il Quartiere si identifica con la parte Nord-Occidentale della Città, partendo dalla Piazza Maggiore scende via Mezzaterra sino a Porta Imperiale con la parte destra per il Largo Castaldi. Punti importanti del tessuto cittadino per il Quartiere sono la zona giovane del Boscariz e le frazioni di Foen, Lamen, Farra e Pren. Sono propri del Santo Stefano le armi degli antichi e nobili casati degli Altino, Chiario, Dobrati, dé Mezzan e Castaldi.
Arma: di rosso al corno da caccia d'oro. Il palazzo dei nobili Da Corno, che hanno dato lo stemma Araldico al quartiere, sorgeva ancora nel secolo scorso a metà di via Mezzaterra, sul lato nord, presso la casa degli Aldovini-Mezzanotte. Fu purtroppo demolito, ma dei Dal Corno ci resta la testimonianza della chiesetta gotica della Trinità che si eleva sulle mura orientali della città.

## Vittorie al Palio di Feltre
Il quartiere Santo Stefano ha conquistato 9 vittorie (1980, 1981, 1982, 1986, 1987, 1989, 1993, 2008, 2016). Il periodo più lungo senza vittorie per il Corno durò 15 anni, dal 2 agosto 1993 al 3 agosto 2008.